# Maria Rosado
Maria Beatriz Rosado (Ourém, 7 de maio de 2001), também conhecida por Maria Rosado, é uma modelo e rainha da beleza portuguesa, vencedora do concurso Miss Internacional Portugal 2024. Ela representará Portugal no Miss Internacional 2024 em Tóquio, Japão, no dia 12 de novembro de 2024.
Anteriormente, ganhou o Miss Earth Portugal 2022 e representou Portugal no Miss Earth 2022 nas Filipinas, onde terminou no Top 12.

## Biografia
Maria Rosado nasceu e cresceu em Ourém. É estudante de jornalismo e comunicação. Ela também é ativista pela proteção da fauna e pretende consciencializar a sociedade sobre a gratidão e o amor que devemos dar à Mãe Terra/Mother Earth.
A 10 de abril de 2022, Maria Rosado participou e representou o Ribatejo no concurso Miss Queen Portugal 2021 realizado em Castro Daire, Viseu. Ela ganhou o Miss Terra Portugal 2022 e tornou-se sucessora de Gabriella Rodríguez. Também representou Portugal no concurso Miss Earth  2022 tendo ficado no Top 12.
No dia 15 de junho de 2024, Rosado foi eleita Miss Internacional Portugal 2024 e foi sucedida por Lilene Vieira Serrão. Ela representará Portugal no Miss Internacional 2024 em Tóquio, Japão, no dia 12 de novembro de 2024.